# Bimbo (Centralafrikanske Republik)
Bimbo (også Bimo) er en by i Centralafrikanske Republik, der ligger 25,5 km  sydvest for hovedstadens centrum, Bangui. Landets næststørste by, Bimbo havde ved folketællingen i 2003 en befolkning på 124.176,  og en beregnet befolkning på 267.859 i 2013. Bimbo var hovedstad i Ombella-M'Poko indtil december 2020. Siden december 2020 har Bimbo været en del af præfekturet Bangui.
Bimbo er hjemsted for landets eneste kønsopdelte kvindefængsel, Bimbo Central Prison. Fængslet blev bygget i 1980 til at rumme 200 fanger, selvom det {i 2005  kun rummede 44, hvoraf de fleste var varetægtsfængslede.

## Historie
Bimbo blev grundlagt i 1908.
Den 20. november 1964 blev Bimbo hovedstad i Ombella-M'Poko i to år, indtil den blev erstattet af Boali. Bimbo blev dog genindsat som hovedstad i prefækturet  Ombella-M'Poko i 1969.